# 클라렌스 콜브

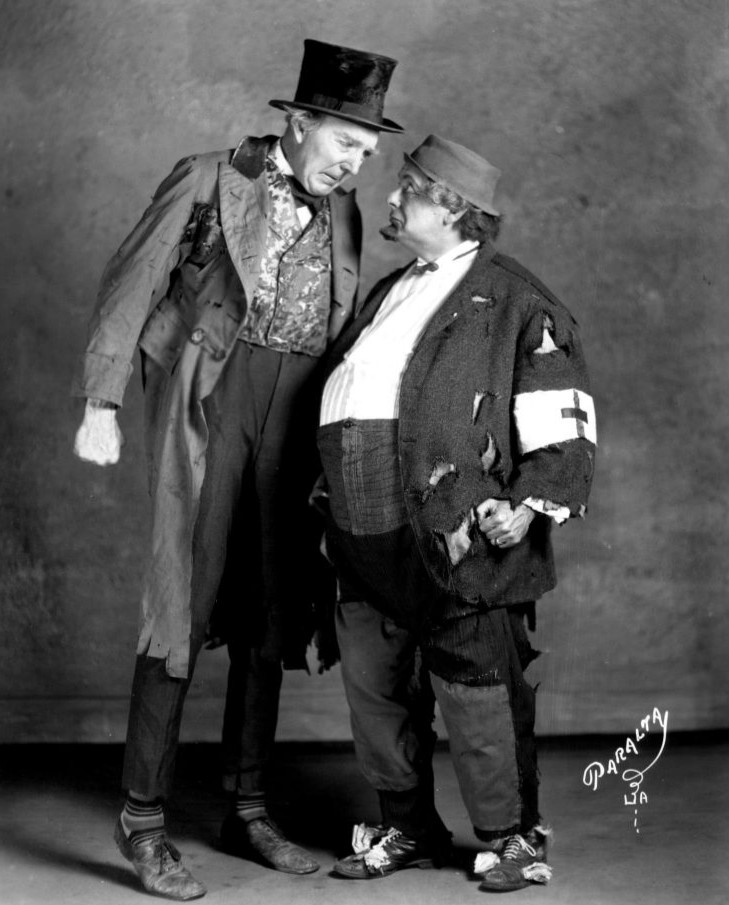

클라렌스 콜브(Clarence Kolb, 1874년 7월 31일 ~ 1964년 11월 25일)는 미국의 배우, 텔레비전 배우이다.
클리블랜드에서 태어났으며 할리우드에서 사망하였다. 사인은 뇌졸중이다. 포리스트 론 메모리얼 파크에 매장되었다.

## 영화
- 천의 얼굴을 가진 사나이 (1957년)
- 아담의 갈빗대 (1949년)
- 썸딩 포 더 보이즈 (1944년)
- 아이리쉬 아이스 알 스마일링 (1944년)
- 쓰리 이즈 어 패밀리 (1944년)
- 스카이스 더 리미트 (1943년)
- 트루 투 더 아미 (1942년)
- 베드타임 스토리 (1941년)
- 그의 연인 프라이데이 (1940년)
- 굿 걸스 고 투 파리 (1939년)
- 어메이징 미스터 윌리엄스 (1939년)
- 호놀룰루 (1939년)
- 기브 미 어 세일러 (1938년)
- 메레리 위 리브 (1938년)
- 뉴욕의 토스트 (1937년)
- 분노 (1936년)